# Reinhold Specht
Reinhold Specht (* 22. Juni 1893 in Zerbst; † 6. Mai 1960 in Berlin) war ein deutscher Archivar.

## Leben
Reinhold Specht wurde als Sohn einer Grundschullehrers in der anhaltischen Residenzstadt Zerbst geboren und legte das Abitur 1912 am dortigen Gymnasium ab. Er studierte Geschichte, Germanistik und lateinische Philologie an den Universitäten Leipzig, Halle-Wittenberg und Heidelberg, doch konnte er durch die Einberufung zum Militärdienst seine Studien nicht beenden. Als Lehrer war er ab 1920 zunächst in Dessau und anschließend in Köthen tätig. 1924 erhielt er eine Stelle am Gymnasium Francisceum in seiner Heimatstadt Zerbst, gleichzeitig übernahm er von Theodor Schulze die Leitung des Stadtarchivs Zerbst. 1926 wurde ihm zusätzlich die Leitung des Anhaltischen Staatsarchivs in Zerbst übertragen. Im September 1939 wurde er als Reserveoffizier zur Wehrmacht eingezogen. Als er unmittelbar nach Kriegsende im Mai 1945 nach Zerbst zurückkam, war seine Arbeitsstätte beim Bombenangriff am 16. April 1945 ausgebrannt und zahlreiche wertvolle Archivbestände vernichtet. 
Von der Sowjetischen Besatzungsmacht wurde Reinhold Specht als früherer Staatsdiener und Wehrmachtsmajor verhaftet und in Moskau inhaftiert. Von dort kehrte er erst 1949 wieder zurück und half mit, aus den geborgenen Archivalien wieder ein Archiv in Zerbst aufzubauen. Die Reste das Staatsarchivs waren zwischenzeitlich vom Landeshauptarchiv Sachsen-Anhalt nach Oranienbaum transportiert worden. Er erhielt 1952 ein Stellenangebot vom Museum für Deutsche Geschichte in Berlin, wo er zuletzt als Oberassistent tätig war. Dort war er speziell für Leiter den Aufbau des Sektors Dokumente zuständig.

## Schriften (Auswahl)
- Das Stadtarchiv zu Zerbst. Als Festschrift des Stadtarchivs dem Zerbster Geschichtsverein zu seinem 25jährigen Bestehen im Oktober 1926 gewidmet vom Magistrat der Stadt Zerbst. Zerbst 1926.
- Bibliografie zur Geschichte Anhalts. 1930/33.
- Das Stadtarchiv zu Zerbst. In: Archivmitteilungen (Zeitschrift für Archivwesen, archivalische Quellenkunde und historische Hilfswissenschaften) 3/4 1953, S. 47–52.

## Nachlass
Sein Nachlass wird heute in der Abteilung Dessau des Landesarchivs Sachsen-Anhalt unter der Bestandsbezeichnung E 146 verwaltet.